# Jero Wacik
Jero Wacik (ur. 24 kwietnia 1949 w Singaraja) – indonezyjski polityk; minister energetyki i zasobów mineralnych Indonezji w okresie od 19 października 2011 r. do 5 września 2014 r. W okresie od 21 października 2004 r. do 1 października 2011 r. minister kultury i turystyki.
Kształcił się na Wydziale Technicznym Instytutu Technologii w Bandungu (inżynieria mechaniczna, 1974) oraz na Wydziale Ekonomicznym Uniwersytetu Indonezyjskiego (marketing, 1983).